# Жменьки
Жме́ньки (бел. Жменькі, пол. Żmieńki) — хутор в Сморгонском районе Гродненской области Белоруссии.
Входит в состав Кревского сельсовета.
Расположен у юго-восточной границы района. Расстояние до районного центра Сморгонь по автодороге — чуть более 27,5 км, до центра сельсовета агрогородка Крево по прямой — около 11,5 км. Ближайшие населённые пункты — Карачёвщина, Лоск, Римтели. Площадь занимаемой территории составляет 0,037 км², протяжённость границ 730 м.

## История
В 1938 году Жменьки числились как застенок в составе сельской гмины Беница Молодечненского повета Виленского воеводства Польши и насчитывали 4 дыма (двора) и 27 душ.
В 1939 году, согласно секретному протоколу, заключённому между СССР и Германией, Западная Белоруссия оказалась в сфере интересов советского государства и её территорию заняли войска Красной армии. Хутор вошёл в состав новообразованного Сморгонского района Вилейской области БССР. После реорганизации административного-территориального деления БССР хутор был включён в состав новой Молодечненской области в 1944 году. В 1960 году, ввиду новой организации административно-территориального деления и упразднения Молодечненской области, Жменьки вошли в состав Гродненской области.

## Население
| 1938 | 1999 | 2009 |
| ---- | ---- | ---- |
| 27   | 1    | 0    |